# Szura (przystanek kolejowy)
Szura (ukr. Шура) – przystanek kolejowy w pobliżu miejscowości Szura-Kopijiwśka, w rejonie tulczyńskim, w obwodzie winnickim, na Ukrainie. Położony jest na linii Żmerynka – Odessa.